# Новицкое (Сумская область)
Новицкое (укр. Новицьке) — село,
Андрияшевский сельский совет,
Роменский район,
Сумская область,
Украина.
Код КОАТУУ — 5924181106. Население по переписи 2001 года составляло 4 человека .

## Географическое положение
Село Новицкое находится на расстоянии до 1,5 км от сёл Кринички и Луценково.
По селу протекает пересыхающий ручей с запрудой.